# آندروود-پیترزویل (آلاباما)
آندروود-پیترزویل (به انگلیسی: Underwood-Petersville) شهرکی در شهرستان لودردیل ایالت آلاباما است که مساحت آن ۱۵٫۲۲ کیلومترمربع است و در سرشماری سال ۲۰۱۰ میلادی، ۳٬۲۴۷ نفر جمعیت داشته و تراکم جمعیتی آن، ۲۱۳٫۳۴ در کیلومترمربع بوده است.